# Episodi di Sentinel (quarta stagione)
| nº | Titolo originale               | Titolo italiano                          | Prima TV USA     | Prima TV Italia |
| -- | ------------------------------ | ---------------------------------------- | ---------------- | --------------- |
| 1  | Sentinel too part 2            | Una sentinella di troppo (seconda parte) | 1º febbraio 1999 |                 |
| 2  | Murder 101                     | Pirati informatici                       | 8 febbraio 1999  |                 |
| 3  | Four point shot                | Il ritorno di Kincald                    | 15 febbraio 1999 |                 |
| 4  | Dead end on blank street       | Vicolo cieco su strada vuota             | 22 febbraio 1999 |                 |
| 5  | The waiting room               | La donna allo specchio                   | 1º marzo 1999    |                 |
| 6  | The real deal                  | Il ritorno sulla scena                   | 10 maggio 1999   |                 |
| 7  | Most wanted                    | Il più ricercato                         | 17 maggio 1999   |                 |
| 8  | The sentinel by Blair Sandburg | La tesi di Blair                         | 24 maggio 1999   |                 |